# Scotland the Brave
Scotland the Brave (Nederlands: Schotland de dappere) is samen met The Flower of Scotland en Scots Wha Hae een onofficieel volkslied van Schotland.
De melodie van het lied kwam ongeveer aan het eind van de 19e eeuw. Ook zijn er drie versies (liedteksten) voor Scotland the Brave bedacht. 

## Geen officieel volkslied
In juni 2006 was Scotland the Brave in een enquête op internet, met meer dan 10.000 stemmen, geëindigd op de 2e plaats (met 26%). The Flower of Scotland eindigde op de 1e plaats (met 41%). Maar het lied werd toch gebruikt voor Schotland in de Commonwealth Games, todat het uiteindelijk in 2010 werd vervangen door The Flower of Scotland in Delhi. 

## Tekst
| Engelse versie | Nederlandse versie |
| Hark! When the night is falling Hear, Hear! the pipes are calling, Loudly and proudly calling, down through the glen. There where the hills are sleeping, Now feel the blood a-leaping, High as the spirits of the old Highland men. Towering in gallant fame, Scotland my mountain hame, High may your proud standards gloriously wave, Land of my high endeavour, Land of the shining river, Land of my heart for ever, Scotland the brave. High in the misty Highlands, Out by the purple islands, Brave are the hearts that beat beneath Scottish skies. Wild are the winds to meet you, Staunch are the friends that greet you, Kind as the love that shines from fair maidens' eyes. Far off in sunlit places, Sad are the Scottish faces, Yearning to feel the kiss of sweet Scottish rain. Where tropic skies are beaming, Love sets the heart a-dreaming, Longing and dreaming for the homeland again. | Luister! Wanneer de nacht valt, Luister, Luister! roepen de doedelzakken, Luid en trots roepen zij, beneden door het dal. Daar waar de heuvels slapen, Voel nu het bloed opspringen, Hoog als de geesten van de oude hooglanders. Torend in dappere roem, Schotland, mijn berghuis, Moge jouw trotse vlag hoog en glorierijk wapperen. Land van mijn hoogste streven, Land van de stralende rivier, Land van mijn hart voor altijd, Schotland de dappere. Hoog in de mistige Hooglanden, Daar bij de paarse eilanden, Dapper zijn de harten die onder Schotse luchten slaan. Wild zijn de winden die je ontmoeten, Trouw zijn de vrienden die je begroeten, Goedhartig als de liefde die straalt uit de ogen van mooie meisjes. Ver weg in zonovergoten plaatsen, Zijn Schotse gezichten droef, Verlangend naar de kus van zoete Schotse regen. Waar tropische luchten stralen, Zet liefde het hart aan tot dromen, Opnieuw verlangend en dromend over het vaderland. |

## Trivia
In de track Movin' train van Nunca zit een sample van Scotland the Brave 